# Schindler's List (trilha sonora)
Schindler's List é uma trilha sonora do filme homônimo feita pelo John Williams e lançada pela MCA em 1994.

## Faixas
1. "Theme from Schindler's List" – 4:15
2. "Jewish Town (Krakow Ghetto - Winter '41)" – 4:40
3. "Immolation (With Our Lives, We Give Life)" – 4:44
4. "Remembrances" – 4:20
5. "Schindler's Workforce" – 9:08
6. "Afn Pripetshek / Nacht Aktion" (com Li-Ron Choir) – 2:56
7. "I Could Have Done More" – 5:52
8. "Auschwitz-Birkenau" – 3:41
9. "Stolen Memories" – 4:20
10. "Making the List" – 5:11
11. "Give Me Your Names" – 4:55
12. "Yeroushalaim Shel Zahav (Jerusalem of Gold)" – 2:17
13. "Remembrances (com Itzhak Perlman)" – 5:17
14. "Theme from Schindler's List" – 2:59